# Ernesto Delgado
Ernesto Delgado Cortilla (Barcellona, 16 giugno 1956) è un ex cestista spagnolo.

## Carriera
Con la Spagna disputò i Giochi del Mediterraneo del 1975.

## Palmarès
- Copa del Rey: 1

Joventut Badalona: 1976
- Coppa Korać: 1

Joventut Badalona: 1980-1981